# César Baena
Cesar Renato Baena (Caracas, 13 de janeiro de 1961) é um ex-futebolista venezuelano que atuava como goleiro.

## Carreira
César Baena integrou a Seleção Venezuelana de Futebol na Copa América de 1997.